# Eleições gerais nas Ilhas Salomão em 2010
As eleições gerais salomônicas de 2010 foram realizadas em 4 de agosto. Havia um total de 509 candidatos (25 deles, mulheres).